# Henrique Trevisan
Henrique de Souza Trevisan (Umuarama, 20 gennaio 1997) è un calciatore brasiliano, difensore dell'FC Tokyo.

## Caratteristiche tecniche
È un difensore centrale.

## Carriera
Cresciuto nel settore giovanile del Figueirense, debutta in prima squadra il 7 febbraio 2016 in occasione dell'incontro di Copa Sul-Minas-Rio vinto 2-1 contro l'Atlético Mineiro. nel 2019 viene acquistato dal Ponte Preta dove gioca 19 incontri in Série B e 16 nel Campionato Paulista. il 20 agosto 2020 passa in prestito al Famalicão.

## Statistiche
Statistiche aggiornate al 3 gennaio 2021.

### Presenze e reti nei club
| Stagione           | Squadra            | Campionato         | Campionato | Campionato | Coppe nazionali | Coppe nazionali | Coppe nazionali | Coppe continentali | Coppe continentali | Coppe continentali | Altre coppe | Altre coppe | Altre coppe | Totale | Totale | Totale |
| Stagione           | Squadra            | Comp               | Pres       | Reti       | Comp            | Pres            | Reti            | Comp               | Pres               | Reti               | Comp        | Pres        | Reti        | Pres   | Reti   |        |
| ------------------ | ------------------ | ------------------ | ---------- | ---------- | --------------- | --------------- | --------------- | ------------------ | ------------------ | ------------------ | ----------- | ----------- | ----------- | ------ | ------ | ------ |
| 2016               | Figueirense        | PD/SC+A            | 0+1        | 0          | CB              | 0               | 0               | CS                 | 0                  | 0                  | PL          | 1           | 0           | 1      | 0      |        |
| 2017               | Figueirense        | PD/SC+B            | 5+6        | 0          | CB              | 1               | 0               |                    | -                  | -                  | PL          | 1           | 0           | 13     | 0      |        |
| 2018               | Figueirense        | PD/SC+B            | 12+15      | 0+3        | CB              | 0               | 0               |                    | -                  | -                  |             | -           | -           | 27     | 3      |        |
| Totale Figueirense | Totale Figueirense | Totale Figueirense | 39         | 3          |                 | 1               | 0               |                    | 0                  | 0                  |             | 2           | 0           | 42     | 3      |        |
| 2019               | Ponte Preta        | A1/SP+B            | 3+19       | 0          | CB              | 0               | 0               |                    | -                  | -                  |             | -           | -           | 22     | 0      |        |
| 2020               | Ponte Preta        | A1/SP              | 13         | 0          | CB              | 3               | 0               |                    | -                  | -                  |             | -           | -           | 16     | 0      |        |
| Totale Ponte Preta | Totale Ponte Preta | Totale Ponte Preta | 35         | 0          |                 | 3               | 0               |                    | -                  | -                  |             | -           | -           | 38     | 0      |        |
| 2020-2021          | Famalicão          | PL                 | 4          | 0          | CP              | 1               | 0               |                    | -                  | -                  |             | -           | -           | 4      | 0      |        |
| Totale carriera    | Totale carriera    | Totale carriera    | 77         | 4          |                 | 5               | 0               |                    | 0                  | 0                  |             | 2           | 0           | 0      | 0      |        |

## Palmarès

### Club

#### Competizioni statali
- Campionato Catarinense: 2

Figueirense: 2015, 2018